# Tweede Maasvlakte

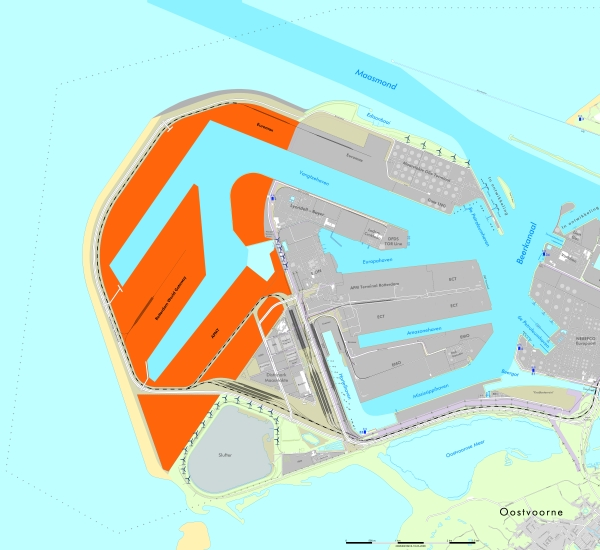
De Tweede Maasvlakte (in rood)

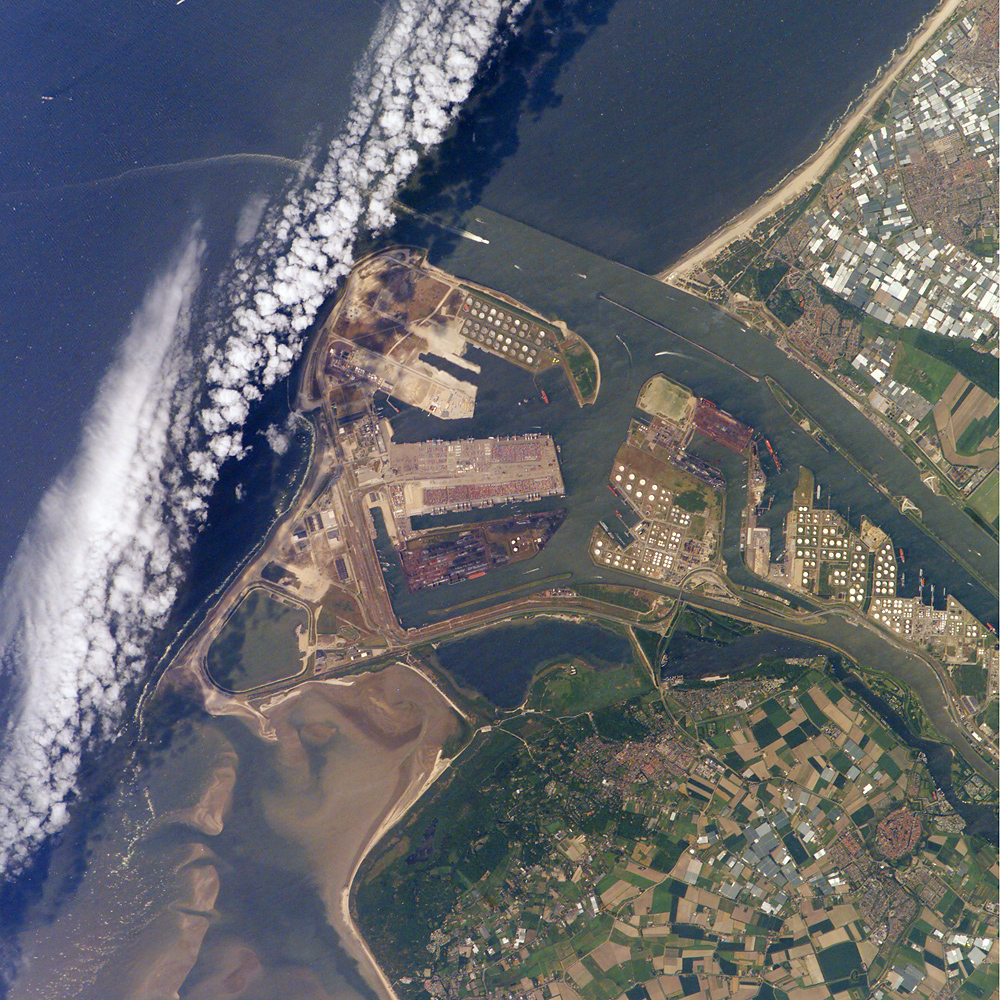
De oude situatie in de Rotterdamse Haven met de Maasvlakte (2005)

Maasvlakte 2 (in volksmond ook: Tweede Maasvlakte) is de benaming voor het uitbreidingsproject van de Rotterdamse haven dat is gelegen ten westen van de (eerste) Maasvlakte. Met dit nieuwe in zee aangelegd gebied ter grootte van 2.000 hectare werd de haven 20% groter. Na voltooiing van de uitbreiding beslaan de Rotterdamse havens in totaal 12.000 hectare. Op 1 september 2008 startte na jaren van plannen, discussies en protesten, de aanleg. Op 22 mei 2013 werd de Tweede Maasvlakte officieel in gebruik genomen.
Het nieuwe havengebied is in opdracht van het Havenbedrijf Rotterdam gefaseerd aangelegd. Maasvlakte 2 sluit direct aan op de eerder aangelegde Maasvlakte. Van het totale oppervlakte is de helft, 1.000 hectare, bestemd voor havengerelateerde bedrijvigheid. De overige ruimte is nodig voor infrastructuur (290 hectare), zeewering (230 hectare) en vaarwegen/havenbekkens (510 hectare). Maasvlakte 2 is met name bedoeld om chemie- en containeroverslagbedrijven te faciliteren. De nieuwe havens hebben een diepgang van 20 meter en zijn hierdoor bereikbaar voor de nieuwste generatie grote containerschepen.
Het rapport ''Ruimtegebruik en ruimtegebrek in Rotterdamse haven” vertelt dat er sprake kan zijn van een structureel ruimtetekort in de Rotterdamse haven in 2050, hier zou een Derde Maasvlakte de oplossing voor kunnen zijn.

## Geschiedenis

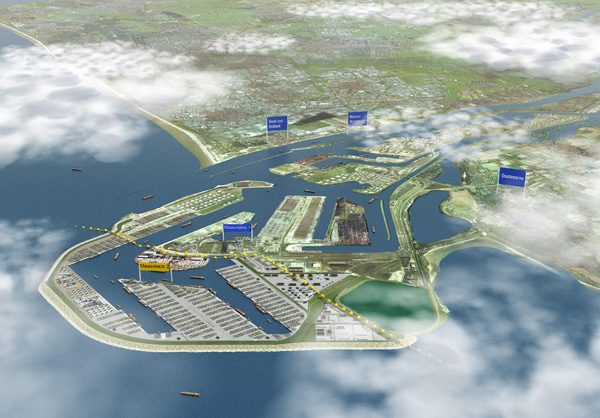

Maasvlakte 2 is een nieuwe stap in de ontwikkeling van de mainport Rotterdam. Om de positie van belangrijke economische trekker te handhaven en te voldoen aan de vraag naar terreinen, is de haven in de loop van zijn bestaan steeds verder naar het westen, richting Noordzee, uitgebreid. Zo is in het midden van de 20e eeuw de Botlek aangelegd, in de jaren zestig Europoort en in de jaren zeventig de eerste Maasvlakte.
De Rotterdamse haven was tussen 1962 en 2003 de grootste haven ter wereld. In 2003 verloor het deze positie en werd het door de havens van Shanghai en Singapore verdrongen naar een derde plaats. In 2023 staat ze nog op de twaalfde plaats en is ze ook grootste Europese haven gevolgd door Antwerpen op de veertiende plaats.
De plannen voor een tweede Maasvlakte werden vanaf het einde van de twintigste eeuw ontwikkeld. Deze uitbreiding ten westen van de bestaande Maasvlakte is voornamelijk bedoeld om de concurrentie in de containeroverslag met andere Europese havens vol te houden in het belang van de Nederlandse economie. De verwachting begin 21e eeuw was dat de haven van Rotterdam binnen een paar jaar grotendeels vol zou zijn. In het bestaande haven- en industriegebied was dan geen plaats meer voor nieuwe grootschalige activiteiten.
In 2018 werd de Radartoren Tweede Maasvlakte in gebruik genomen.

## Aanleg

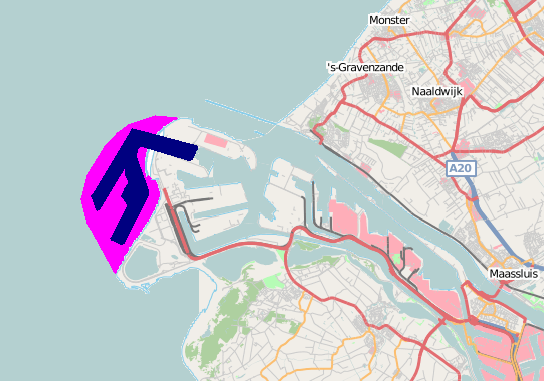

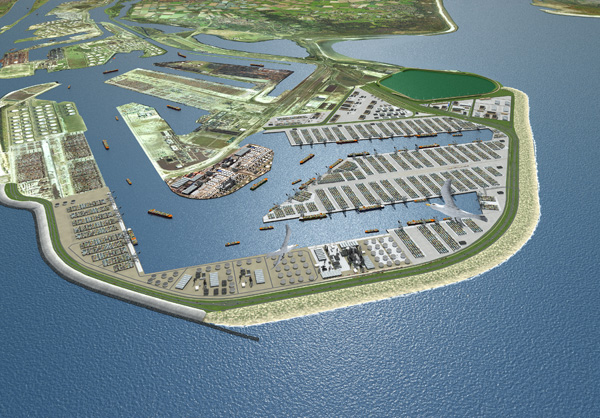

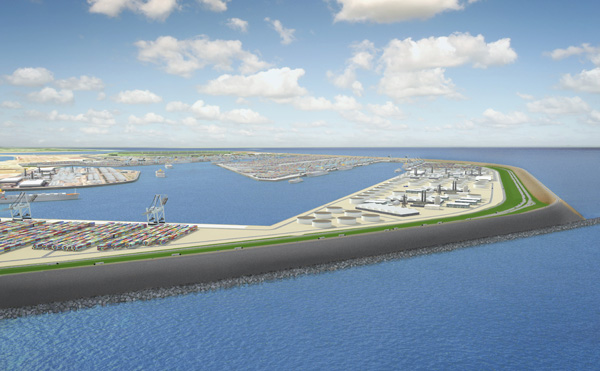

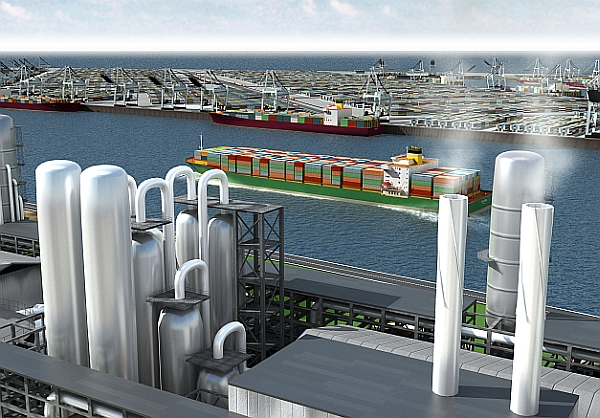

Op 14 december 2007 maakte het Havenbedrijf Rotterdam bekend dat het consortium PUMA, bestaande uit de bedrijven Boskalis en Van Oord, het eerste gedeelte van Maasvlakte 2 zou gaan aanleggen. VolkerWessels/BAM waren verantwoordelijk voor de aanleg van de kades, spoor, en wegen. Met dit eerste deel van de aanleg was een bedrag van 3 miljard euro gemoeid. Uiteindelijk bleek het project in 2013 voor 150 miljoen euro minder gerealiseerd te zijn.
In september 2008 is de eerste fase (2008-2015) van de aanleg begonnen. Aan de noordkant werd eerst een stuk van de harde zeewering aangelegd en aan de zuidkant een deel van de zachte zeewering. Binnen deze zeeweringen werd zand opgespoten (ongeveer 680 hectare) en havenbassins op de noodzakelijke diepte gebracht. Verder werden nutsvoorzieningen en de ontsluitende infrastructuur aangelegd.
Op 11 juli 2012 is het laatste gat in de 11 kilometer lange zeewering gesloten door een zandsluiting in het bijzijn van koningin Beatrix. Met de aanleg is Nederland zo'n 2.000 hectare groter geworden en is de kustlijn plaatselijk bijna 3,5 kilometer verder in zee komen te liggen. De zeewering is op twee manieren opgebouwd. Aan de noordkant, langs de vaargeul naar de haven, is 3,5 kilometer harde zeewering aangelegd bestaande uit stenig duin gecombineerd met een blokkendam. Aan de zuidkant is een zachte zeewering van 7,5 km lang, bestaande uit strand en 14 meter hoog duin. Het duin is over de hele lengte ingeplant met helmgras. Aan de zuidzijde is het strand 100 meter breder gemaakt zodat er ook bij vloed een breed strand overblijft.
De tweede fase (2015-2030) betreft het bouwrijp maken van het resterende zandlichaam (circa 300 hectare), het op diepte brengen van de overige havenbassins en het afronden van de ontbrekende infrastructuur. De tweede fase start zodra er voldoende vraag is van klanten naar de grond.

### Ontwerp
Het aanleggen van een nieuw stuk land heeft gevolgen voor stromingen en golven in de zee. Voor het optimale ontwerp van het nieuwe deel van Maasvlakte 2 is daarom veel onderzoek gedaan, met schaalmodellen, geavanceerde rekenprogramma’s en simulatoren. Na verschillende varianten onderzocht te hebben is uiteindelijk gekozen voor de zogenaamde doorsteekvariant. Dit is het meest milieuvriendelijke ontwerp voor de landaanwinning. Schepen bereiken Maasvlakte 2 via de Yangtzehaven op de bestaande Maasvlakte. Dit havenbekken werd hiervoor tot 600 meter verbreed, tot 20 meter verdiept en doorgetrokken. Hierdoor kunnen ook de grootste containerschepen Maasvlakte 2 bereiken.

### Veiligheid
Daar waar container- en distributieactiviteiten komen is de terreinhoogte 5 meter boven NAP. Deze hoogte, gecombineerd met de hoge en robuuste zeewering, is volgens berekeningen voldoende om het terrein ook onder ongunstige weersomstandigheden droog te houden met een overschrijdingsrisico van 1 op 10.000 jaar. De weg langs de binnenzijde van de zeewering ligt op 5,5 meter boven NAP. In de berekeningen is rekening gehouden met de verwachting van de zeespiegelstijging voor de komende 50 jaar.
Bij de werkzaamheden aan Maasvlakte 2 werden werknemers uit de Filipijnen ingezet die minder dan het minimumloon betaald kregen. Deze arbeiders genoten geen bescherming van de Nederlandse wet omdat, volgens aannemers Boskalis en Van Oord, de werkzaamheden te ver uit de Nederlandse kust plaatsvonden.

## Exploitatie

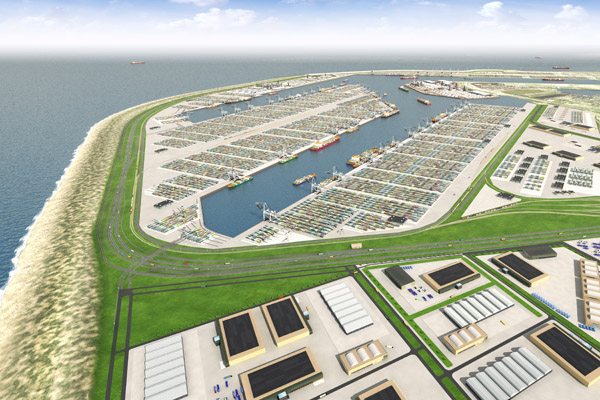

Het nieuw aangelegde gebied is bestemd voor containeroverslag, distributie en chemische industrie. Er is voor deze bedrijfssectoren gekozen omdat hier de komende jaren veel groei verwacht wordt. De beoogde verdeling is als volgt:
- Op- en overslag containers: 620 hectare
- Chemie (inclusief innovatieve industrie): 210 hectare
- Distributie: 170 hectare

### Klanten

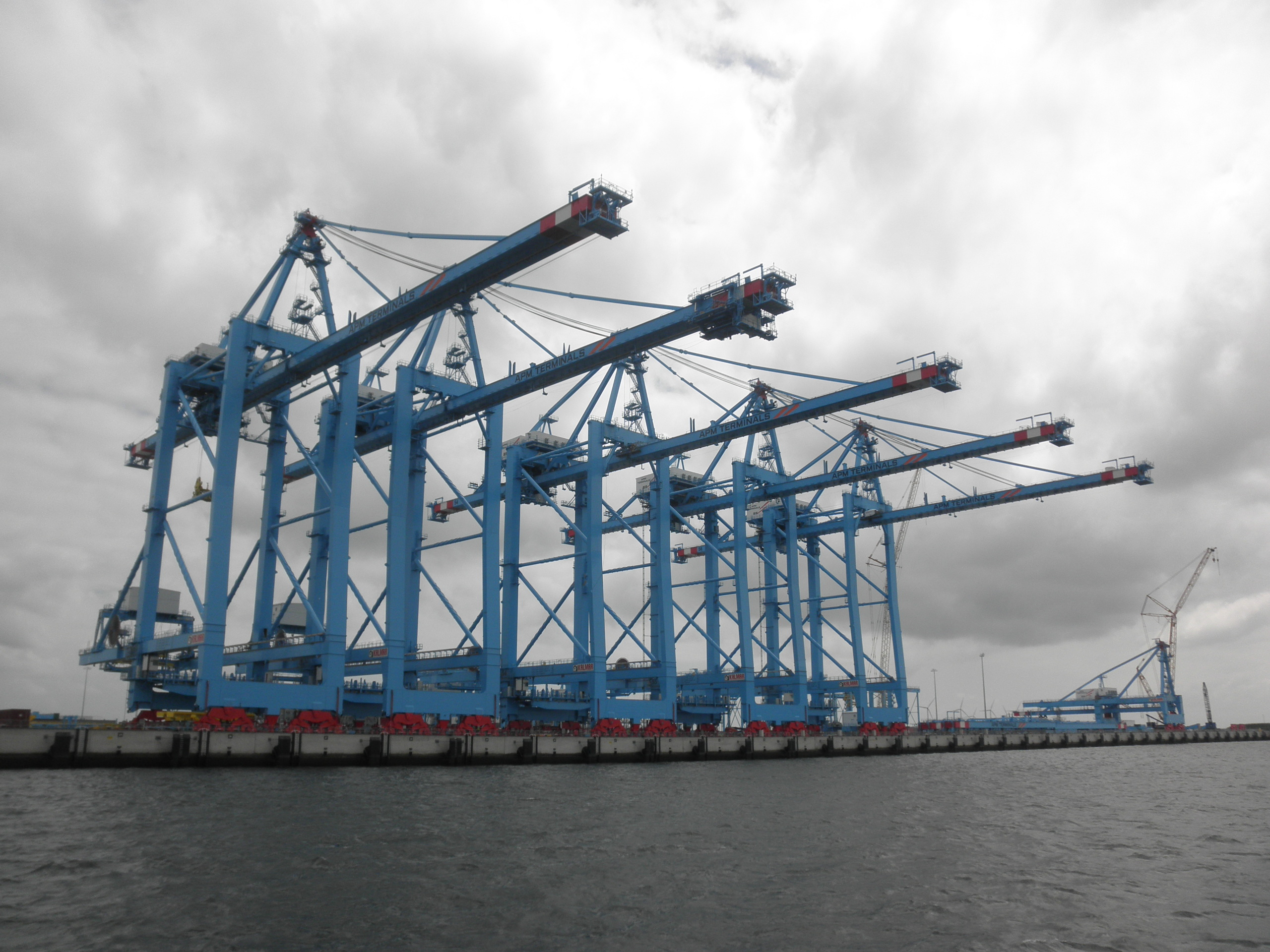
Vijf Super-Post Panamax containerkranen en een zesde - helemaal rechts - in aanbouw op de containerterminal van APM Terminals

Rotterdam World Gateway (RWG): Voor de uitgifte van het eerste terrein op Maasvlakte 2 heeft het Havenbedrijf Rotterdam een beoordelingsprocedure gehanteerd. Midden 2007 heeft het Havenbedrijf de laatste bedrijven geselecteerd die op het eerste terrein een containerterminal mochten vestigen. Uit de veertien gegadigden is dit een consortium van bedrijven geworden onder de naam Rotterdam World Gateway. Het consortium bestaat uit stuwadoor/terminaloperator Dubai Ports World (DP World) (30%) en de rederijen Hyundai Merchant Marine, APL, Mitsui O.S.K. Lines (alle 20%, tot en met 2011 vormden deze drie New World Alliance) en CMA CGM (10%). 
RWG gaat een containerterminal aanleggen met een capaciteit van 4,4 miljoen containers per jaar, een forse uitbreiding van de totale capaciteit van de Rotterdamse haven van in 2007 nog 9 miljoen TEU (maat voor kleine containers; de meest gebruikte containers zijn 2 TEU groot). Het Havenbedrijf heeft als voorwaarde voor de terminal gesteld dat minstens 45% van de containers per binnenvaartschip en maximaal 35% via de weg verder vervoerd moet worden. Om dit te bereiken worden er tevens extra overslagterminals gebouwd in Alblasserdam en Moerdijk. Twee delen en 500 meter kade zijn in oktober 2011 aan RWG overgedragen. De eerste fase van de containerterminal (start bouw 2012, capaciteit 2,35 miljoen TEU, oppervlakte 156 hectare) is in 2014 operationeel geworden.
APM Terminals: Een tweede terrein wordt geëxploiteerd door APM Terminals. In april 2011 zijn de eerste delen overgedragen. In 2012 startte de bouw van de APM Terminals MV2, waarvan de eerste fase in 2014 gereed moet zijn. 
Europe Container Terminals (ECT): In september 2008 heeft ECT de eerste fase van de Euromax Terminal op de oorspronkelijke Maasvlakte geopend. Deze terminal heeft een capaciteit van 3 miljoen TEU per jaar. In de toekomst zal deze terminal uitgebreid worden op Maasvlakte 2 waarmee ECT de derde klant is. De kademuur zal hiervoor in totaal met 1.800 meter verlengd worden, waardoor er uiteindelijk 3,6 kilometer kademuur beschikbaar komt. De diepgang is met 20 meter gelijk aan de andere containerterminals op Maasvlakte 2.
De uitbreiding met de drie terminals betekent een aanzienlijke vergroting van de op- en overslagcapaciteit voor containers in de Rotterdamse haven. In de drie jaren tot 2014 werden gemiddeld 11,7 miljoen TEU per jaar in de gehele haven overgeslagen. Het Havenbedrijf wil de wereldwijde groei van het containertransport faciliteren, maar ook rederijen overhalen hun containerstromen te verleggen van Antwerpen en Hamburg naar Rotterdam.

### Bereikbaarheid

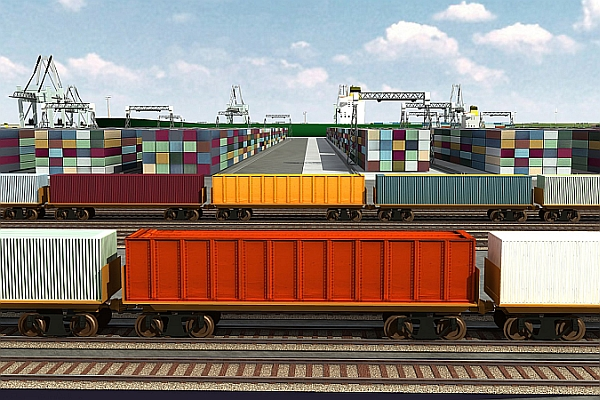

Het nieuwe havengebied moet zowel over water als over land goed bereikbaar zijn. De bereikbaarheid over de weg staat echter onder druk. Vast staat dat het verkeer (woon/werk, zakelijk en recreatie) op de meeste wegen rond Rotterdam in de toekomst toe zal nemen. Om een goede doorstroming van en naar het gebied veilig te stellen neemt het Havenbedrijf Rotterdam maatregelen om het aantal voertuigen op de weg van en naar Maasvlakte 2 zo laag mogelijk te houden. Het Havenbedrijf heeft bindende afspraken gemaakt met de exploitanten over het gebruik van spoorweg (Havenspoorlijn en Betuweroute) en binnenvaart.

## Natuur en milieu

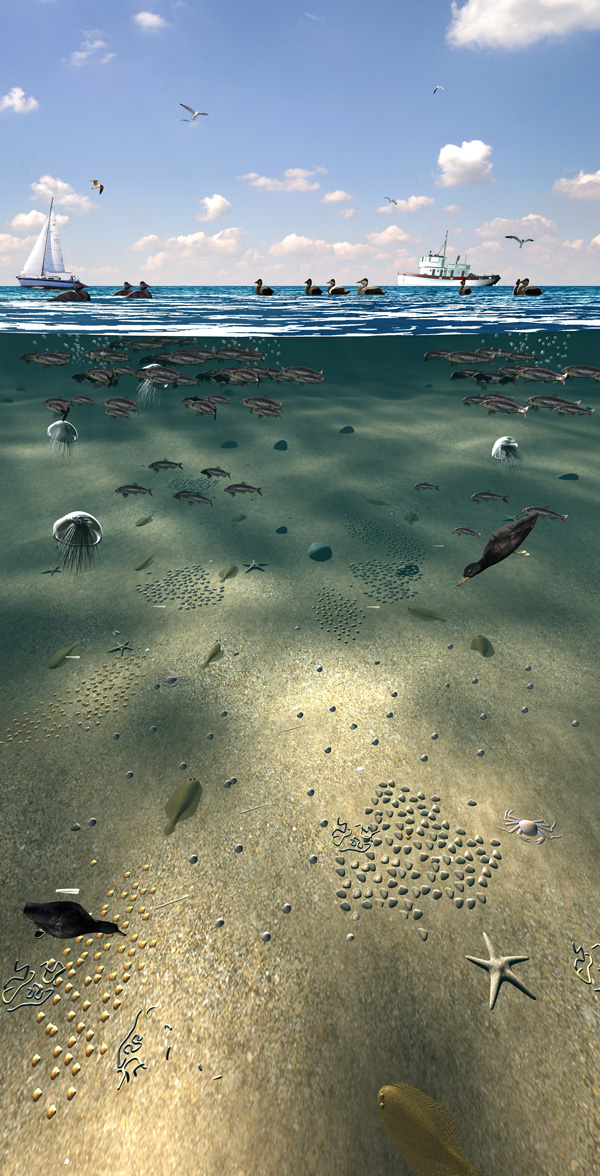
De zee bij de Tweede Maasvlakte volgens het Rotterdams Havenbedrijf

Maasvlakte 2 is aangelegd in de Voordelta, een beschermd natuurgebied. Bij ontwerp en inrichting van het nieuwe haventerrein is geprobeerd de natuur zoveel mogelijk te ontzien. Het veranderen van 2.000 hectare zeebodem in een havengebied heeft onvermijdelijk gevolgen voor de planten en dieren, daarom zijn er compensatiemaatregelen getroffen.

### Natuurcompensatie
Bij wijze van compensatie voor het verdwijnen van het stuk zeebodem in de Voordelta wordt ten zuidwesten van de landaanwinning in de Noordzee een zeebodembeschermingsgebied ingesteld. Het gaat om 25.000 hectare beschermde zeebodem, met daarin rustplekken voor diverse diersoorten. Ook wordt bodemberoerende visserij hier niet meer toegestaan. Ten noorden van Maasvlakte 2, tussen Hoek van Holland en Ter Heijde, komt langs de kust een nieuw duingebied. Dit gebied wordt aangelegd ter compensatie van de negatieve effecten van de aanwezigheid van Maasvlakte 2 op de Voornse duinen. Het nieuwe duingebied bij Hoek van Holland wordt ongeveer 35 hectare groot.

### Duurzaamheid
Maasvlakte 2 is opgezet als een duurzaam bedrijventerrein. Bedrijven met plannen om in de haven aan de slag te gaan, moeten aantonen hun bedrijf duurzaam te gaan exploiteren. Minder achterlandtransport over de weg bijvoorbeeld en meer over het spoor en met binnenvaart. Maar ook de uitstoot van luchtverontreinigende stoffen of licht en geluid speelt een rol bij de beoordeling van plannen van toekomstige klanten. Dat doet het Havenbedrijf Rotterdam vanwege de strenge Europese regelgeving op milieugebied en vanuit verantwoordelijkheid voor de omgeving.

### Luchtverontreiniging
Luchtverontreiniging is een groot probleem in de regio Rijnmond. Er is veel industrie en er zijn veel drukke snelwegen. De activiteiten op Maasvlakte 2 veroorzaken een vergroting van de vervuilende uitstoot van industrie en verkeer. Zonder extra maatregelen betekent dit dat de luchtkwaliteit in de regio slechter wordt. Volgens het wettelijke Besluit Luchtkwaliteit 2005 is dat niet toegestaan. Er worden dus compensatiemaatregelen getroffen: tegenover een verslechtering moet een verbetering staan. Op basis van uitgebreid onderzoek, onder andere de milieueffectrapportages is een aantal maatregelen geformuleerd. Rijk, Provincie, gemeente en Havenbedrijf werken aan een overeenkomst genaamd Overeenkomst Lucht, die er voor moet zorgen dat de maatregelen ook op tijd worden uitgevoerd.

## Besluitvorming
De aanleg van Maasvlakte 2 staat niet op zich. De landaanwinning is onderdeel van een pakket maatregelen met een dubbele doelstelling. Men wil economische ontwikkeling laten samengaan met verbetering van het leefbaarheid in de regio. De gemeente Rotterdam, de Stadsregio Rotterdam, de provincie Zuid-Holland en vijf ministeries zijn samen verantwoordelijk voor dit project.

### Raad van State
Er lag al eerder een Planologische Kernbeslissing. Op 29 september 2003 publiceerde het Nederlandse kabinet deel 4 van de Planologische Kernbeslissing-plus (PKB+) Mainportontwikkeling Rotterdam. Hierin was onder meer het principebesluit voor de aanleg van Maasvlakte 2 vastgelegd, inclusief alle eisen en voorwaarden waaraan de landaanwinning moest voldoen. In november 2003 dienden overheden, belangenbehartigers, bedrijven en omwonenden achttien beroepsschriften in bij de Raad van State. Zij maakten hiermee bezwaar tegen onderdelen van de Planologische Kernbeslissing-plus (PKB+) Mainportontwikkeling Rotterdam. Op 26 januari 2005 oordeelde de Raad van State dat een aantal bezwaren tegen concrete beleidsbeslissingen uit de PKB+ gegrond is. Omdat er veel samenhang bestaat tussen de beslissingen, verklaarde de Raad van State alle concrete beleidsbeslissingen uit de PKB+ nietig. 
De projectpartners kozen vervolgens voor herstel van de PKB vanaf het kabinetsbesluit, PKB deel 3, zonder concrete beleidsbeslissingen. In de aangepaste PKB is ruime aandacht voor de onvolkomenheden die de Raad van State concludeerde. De gevolgen van de landaanwinning voor beschermde natuur in de Waddenzee, volgens de uitspraak onvoldoende in beeld gebracht, zijn nader onderzocht. Deze bleken geen bezwaren op te leveren. Ook de belangen van een aantal (agrarische) ondernemers werd in kaart gebracht. Enkele meer juridisch-technische bezwaren in de oorspronkelijke formuleringen zijn in de herziene PKB eveneens opgelost. Daarnaast is ingegaan op actuele ontwikkelingen, zoals de vereiste bescherming van de luchtkwaliteit. Uiteindelijk werd met het besluit van de Afdeling bestuursrechtspraak van de Raad van State van 4 november 2009, waarmee de afdeling een eerder goedkeuringsbesluit van de provincie Zuid-Holland goedkeurde, de laatste formele drempel voor de aanleg weggenomen.

### Milieueffectrapportage
Voor de aanleg van Maasvlakte 2 zijn meerdere milieueffectrapportages opgesteld. Hierin staan de effecten van het project op natuur en milieu beschreven. In de rapportage voor de aanleg van het nieuwe havengebied (MER Aanleg) zijn de effecten van de landaanwinning en de daarvoor benodigde zandwinning beschreven. Dit rapport beschrijft bijvoorbeeld het effect op de stroming in de Noordzee en de beste manier om zand te winnen. In de rapportage voor het bestemmingsplan (MER Bestemming) zijn de verwachte effecten van haven en industrieactiviteiten op de omgeving en het achterland in kaart gebracht.

### Bestemmingsplan
Op verschillende momenten in het proces hebben de inwoners van het Rijnmondgebied kunnen meepraten over de verschillende rapporten en plannen. In mei 2008 is het Bestemmingsplan met een grote meerderheid door de gemeenteraad van Rotterdam aangenomen.

## Recreatie
Met de aanleg van Maasvlakte 2 verdween een stuk van het Slufterstrand. Daarvoor in de plaats kwam aan de rand van het nieuwe havengebied meer dan twee keer zo veel nieuw strand terug.

## FutureLand/Portlantis
Vanaf het begin van de bouw in 2009 tot 2 maart 2025 was op Maasvlakte 2 FutureLand te vinden. FutureLand was een informatiecentrum over Maasvlakte 2 en was gelokaliseerd op de oude buitencontour van Maasvlakte 1. Jaarlijks trok FutureLand gemiddeld 110.000 bezoekers. Het was te herkennen aan de grote donkerblauwe 2 op de gevel en de karakteristieke ronde gebouwen, zodat het makkelijk te vinden was tussen de bedrijven. Vanaf 22 maart 2025 gaat FutureLand in een nieuw gebouw aan de Prinses Maximastraat verder als Portlantis.

## Feiten en cijfers

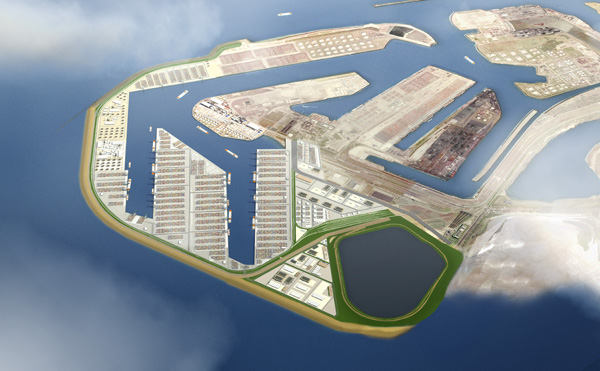

| Totale omvang Maasvlakte 2            | ca. 2.000 hectare |
| Bedrijfsterreinen                     | 1000 hectare      |
| Ruimte nodig voor infrastructuur      | 290 hectare       |
| Ruimte nodig voor zeeweringen         | 230 hectare       |
| Ruimte nodig voor vaarwegen en havens | 510 hectare       |

### Gebiedsindeling (schatting)

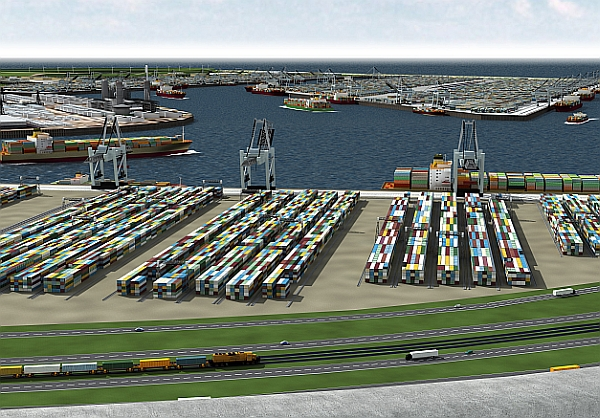

| Op- en overslag containers               | 620 hectare   |
| Chemie (inclusief innovatieve industrie) | 210 hectare   |
| Distributie                              | 170 hectare   |
| Uitbreiding t.o.v. bestaande haven       | 20 procent    |
| Kosten aanleg                            | € 2,8 miljard |

### Infrastructuur

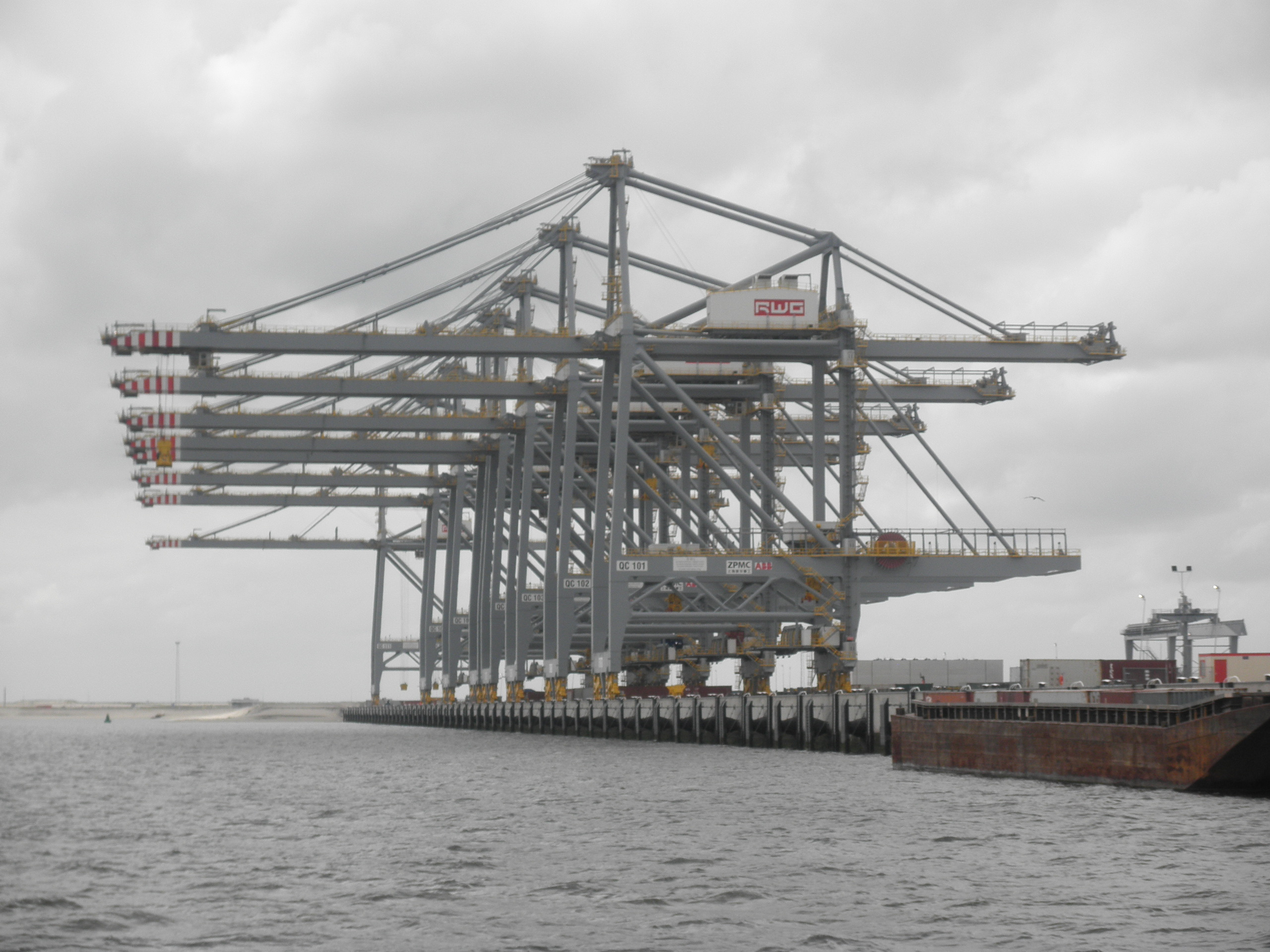
Acht Super-Post Panamax containerkranen op de containerterminal van Rotterdam World Gateway

| Capaciteit voor ten minste              | 16 mln TEU-containers       |
| Wegen                                   | 2 x 2-rijstroken            |
| Spoor                                   | dubbel, spoorservicecentrum |
| Spoor, weg, leidingen na 1e fase aanleg | 10 km                       |
| Spoor, weg, leidingen na 2e fase aanleg | 15,5 km                     |
| Kademuren                               | 12 km                       |

### Benodigde materialen

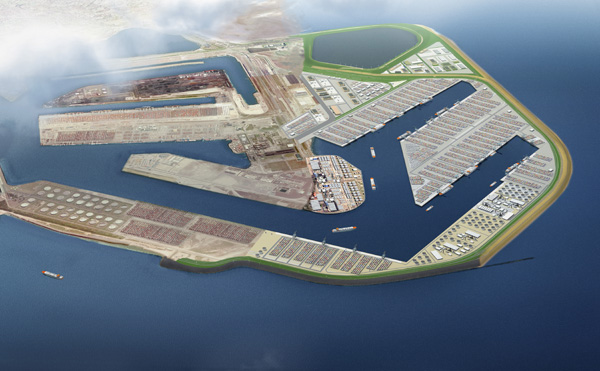

| Zand, 1e fase aanleg               | ± 275 mln m³ |
| Zand, na 2e fase aanleg, in totaal | ± 325 mln m³ |

### Lengte van zeeweringen
| Zachte zeewering (strand en duin) | 8 km |
| Harde zeewering (dijken)          | 4 km |

### Bereikbaarheid scheepvaart

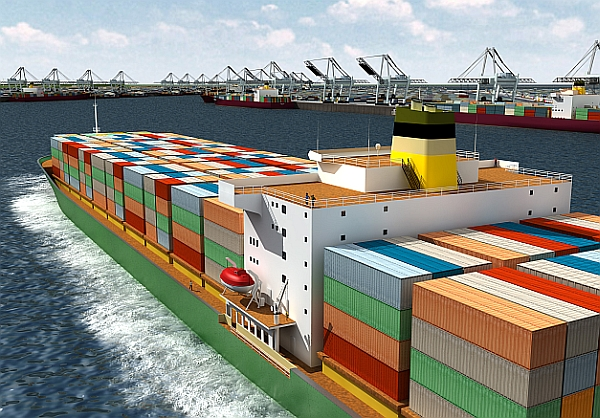

| Lengte vaargeul                     | ca. 10 zeemijl |
| Diepgang                            | tot 20 m       |
| Breedte haveningang (Yangtzekanaal) | > 600 m        |